# Доминирующее множество

Доминирующее множество (красные вершины).

В теории графов доминирующее множество для графа G = (V, E) — это подмножество D множества вершин V, такое, что любая вершина не из D смежна хотя бы одному элементу из D. Число доминирования γ(G) — это число вершин в наименьшем доминирующем множестве G.
Задача о доминирующем множестве заключается в проверке, верно ли неравенство γ(G) ≤ K для заданного графа G и числа K. Задача является классической NP-полной проблемой разрешимости в теории вычислительной сложности. Таким образом полагают, что не существует эффективного алгоритма для нахождения наименьшего доминирующего множества для заданного графа.
Рисунки (a)-(c) справа показывают три примера доминирующих множеств графа. В этих примерах каждая белая вершина смежна по меньшей мере одной красной вершине и говорят, что белые вершины доминируются красными вершинами. Доминирующее число этого графа равно 2 — примеры (b) и (c) показывают, что существует доминирующее множество с 2 вершинами, и можно проверить, что для данного графа не существует доминирующего множества лишь с одной вершиной.

## История
Как заметили Хедееними и Ласкар, задача доминирования изучалась с 1950-х годов, но число исследований по доминированию существенно возросло в середине 1970-х. Их библиография включает более 300 статей, связанных с доминированием на графах.

## Границы
Пусть G — граф с n ≥ 1 вершинами, и пусть Δ — максимальная степень графа. Известны следующие границы γ(G):
- Одна вершина может доминировать максимум Δ других вершин, поэтому γ(G) ≥ n/(1 + Δ).
- Множество всех вершин является доминирующим множеством в любом множестве, поэтому γ(G) ≤ n.
- Если в графе G нет изолированных вершин, то имеется два раздельных доминирующих множества в G. См. доматическое разложение для деталей. Таким образом, для графов без изолированных вершин выполняется γ(G) ≤ n/2.

## Независимая доминация
Доминирующие множества тесно связаны с независимыми множествами — независимое множество является доминирующим тогда и только тогда, когда оно является наибольшим независимым множеством, так что любое наибольшее независимое множество в графе является также наименьшим доминирующим множеством. Число независимого доминирования i(G) графа G — это размер наименьшего независимого доминирующего множества (или, эквивалентно, минимальный размер наибольших независимых множеств).
Минимальное доминирующее множество в графе не обязательно будет независимым, но размер минимального доминирующего множества всегда меньше либо равен размеру минимального наибольшего независимого множества, то есть γ(G) ≤ i(G).
Существуют семейства графов, в которых минимальное наибольшее независимое множество является минимальным доминирующим множеством. Например, Аллан и Ласкар показали, что γ(G) = i(G), если G не имеет клешней.
Граф G называется доминантно-совершенным графом, если γ(H) = i(H) в любом порождённом подграфе H графа G. Поскольку порождённый подграф свободного от клешней графа является свободным от клешней, отсюда следует, что любой свободный от клешней граф является доминантно-совершенным.

### Примеры
Фигуры (a) и (b) демонстрируют независимые доминантные множества, в то время как фигура (c) демонстрирует множество, не являющееся независимым.
Для любого графа G его рёберный граф L(G) является свободным от клешней, а потому минимальное наибольшее независимое множество в L(G) является также минимальным доминирующим множеством в L(G). Независимое множество в L(G) соответствует паросочетанию в G, а доминирующее множество в L(G) соответствует рёберному доминирующему множеству в G. Таким образом, минимальное наибольшее паросочетание имеет тот же размер, что и минимальное рёберное доминирующее множество.

## Алгоритмы и вычислительная сложность
Существует пара L-приведений полиномиального времени между задачей минимального доминирующего множества и задачей о покрытии множества. Эти редукции (см. ниже) показывают, что эффективный алгоритм для задачи о минимальном доминирующем множестве дал бы эффективный алгоритм для задачи о покрытии множества, и наоборот. Более того, приведения сохраняют аппроксимационный коэффициент — для любого α, α-аппроксимирующий алгоритм полиномиального времени нахождения минимального доминирующих множеств обеспечил бы α-аппроксимирующий алгоритм полиномиального времени для задачи о покрытии множества, и наоборот. Обе задачи, фактически, являются Log-APX-полными.
Задача о покрытии множества является хорошо известной NP-трудной задачей — задача о покрытии множества в варианте проблемы разрешимости была одной из 21 NP-полных задач Карпа, для которой была доказана NP-полнота уже в 1972. Возможность приведения показывает, что задача о доминирующем множестве является также NP-трудной.
Аппроксимируемость задачи о покрытии множества также хорошо понятна — логарифмический множитель аппроксимации может быть найден с использованием простого жадного алгоритма, а нахождение сублогарифмического и логарифмического множителя является NP-трудной задачей. Конкретнее — жадный алгоритм даёт аппроксимирующий множитель 1 + log |V| для минимального доминирующего множества, а Раз и Сафра  показали, что никакой алгоритм не даст аппроксимирующий множитель лучше C*log |V| для некоторого C > 0, если только не P = NP.

### L-приведения
Следующая пара приведений показывает, что задача о минимальном доминирующего множества и задача о покрытии множества эквивалентны по L-приведению — если дана одна задача, мы можем построить эквивалентную постановку другой задачи.
От доминирующего множества к покрытию множества.
Если задан граф G = (V, E) с V = {1, 2, …, n}, строим покрытие множества (U, S) следующим образом: Множество U равно V, а семейство подмножеств равно S = {S1, S2, …, Sn}, где Svсостоит из вершины v и всех вершин, смежных v вершин из G.
Теперь, если D является доминирующим множеством в G, то C = {Sv : v ∈ D} является допустимым решением для задачи покрытия с |C| = |D|. Обратно, если C = {Sv : v ∈ D} является допустимым решением для задачи покрытия, то D является доминирующим множеством для G с |D| = |C|.
Отсюда — размер минимального доминирующего множества для G равен размеру минимального покрытия множества для (U, S). Более того, существует простой алгоритм, который отображает доминирующее множество в покрытие множества того же размера, и наоборот. В частности, эффективный α-аппроксимационный алгоритм для покрытия множества даёт эффективный α-аппроксимационный алгоритм для минимальных доминирующих множеств.
Например, если задан граф G, показанный справа, мы строим покрытие множества с множеством U = {1, 2, …, 6} и подмножествами S1 = {1, 2, 5}, S2 = {1, 2, 3, 5}, S3 = {2, 3, 4, 6}, S4 = {3, 4}, S5 = {1, 2, 5, 6} и S6 = {3, 5, 6}. В этом примере D = {3, 5} является доминирующим множеством для G — оно соответствует покрытию C = {S3, S5}. Например, вершина 4 ∈ V доминируется вершиной 3 ∈ D, а элемент 4 ∈ U содержится во множестве S3 ∈ C.
Из покрытия множества к доминирующему множеству.
Пусть (S, U) — решение задачи покрытия множества с совокупностью U и семейством подмножеств S = {Si : i ∈ I}. Мы предполагаем, что U и множество индексов I не пересекаются. Строим граф G = (V, E) следующим образом. В качестве множества вершин возьмём V = I ∪ U. Определяем ребро {i, j} ∈ E между каждой парой i, j ∈ I, а также ребро {i, u} для каждого i ∈ I и u ∈ Si. То есть G является расщепляемым графом — I является кликой и U является независимым множеством.
Теперь, если C = {Si : i ∈ D} является допустимым решением задачи покрытия множества для некоторого подмножества D ⊆ I, тогда D является доминирующим множеством для G с |D| = |C|: Первое, для любой вершины u ∈ U существует i ∈ D, такой, что u ∈ Si, и, по построению, u и i смежны в G. Отсюда — u доминируется вершиной i. Второе, поскольку D должен быть непустым, любая i ∈ I смежна вершине в D.
Обратно — пусть D является доминирующим множеством для G. Тогда можно построить другое доминирующее множество X, такое, что |X| ≤ |D| и X ⊆ I — просто заменяет каждую вершину u ∈ D ∩ U соседней к u вершиной i ∈ I. Тогда C = {Si : i ∈ X} является допустимым решением задачи покрытия с |C| = |X| ≤ |D|.
Рисунок справа показывает построение для U = {a, b, c, d, e}, I = {1, 2, 3, 4}, S1 = {a, b, c}, S2 = {a, b}, S3 = {b, c, d}, and S4 = {c, d, e}.
В этом примере C = {S1, S4} является покрытием множества. Оно соответствует доминирующему множеству D = {1, 4}.
D = {a, 3, 4} — другое доминирующее множество для графа G. Ели D задано, мы можем построить доминирующее множество X = {1, 3, 4}, которое не превосходит D и которое является подмножеством I. Доминирующее множество X соответствует покрытию множества C = {S1, S3, S4}.

### Специальные случаи
Если граф имеет максимальную степень Δ, то жадный аппроксимационный алгоритм находит O(log Δ)-аппроксимацию минимального доминирующего множества. Также пусть dg является мощностью доминирующего множества, полученного с помощью жадного аппроксимационного алгоритма, тогда выполняется следующее отношение: dg ≤ N+1 — {\displaystyle {\sqrt {2M+1}}}, где N — число узлов, а M — число рёбер в заданном неориентированном графе . Для фиксированного Δ это означает принадлежность задачи поиска доминирующего множества классу APX. Фактически задача является APX-полной.
Алгоритм допускает PTAS для специальных случаев, таких как графы единичных кругов и планарные графы. Минимальное доминирующее множество может быть найдено за линейное время в параллельно-последовательных графах.

### Точные алгоритмы
Минимальное доминирующее множество графа с n вершинами может быть найдено за время O(2nn) путём просмотра всех подмножеств вершин. Фомин, Грандони и Кратч показали, как найти минимальное доминирующее множество за время O(1.5137n), при использовании экспоненциальной памяти, и за время O(1.5264n), при использовании полиномиальной памяти. Более быстрый алгоритм, работающий за время O(1.5048n), был найден фон Роем, Недерлофом и фон Дейком , которые показали, что число минимальных доминирующих множеств может быть вычислено за указанное время. Число минимальных доминирующих множеств не превосходит 1.7159n и все такие множества могут быть перечислены за время O(1.7159n) .

### Параметрическая сложность
Поиск доминирующего множества размера k играет центральную роль в теории параметрической сложности. Задача является наиболее известной W[2]-полной задачей и используется во многих случаях для показа трудноразрешимости задачи путём приведения её к задаче поиска доминирующего множества. В частности, задача не является фиксированно-параметрически разрешимой (ФПР) в том смысле, что не существует алгоритма со временем работы f(k)nO(1) для любой функции f, разве только W-иерархия не сворачивается в FPT=W[2].
С другой стороны, если входной граф планарен, задача остаётся NP-трудной, но алгоритм с фиксированным параметром известен. Фактически задача имеет ядро с размером, линейным по k, а время работы, экспоненциальное по √k и кубическое по n, может быть достигнуто при применении динамического программирования к разбиению на ветви ядра. Более обще, задача доминирующего множества и многие варианты задачи являются фиксированно-параметрически разрешимыми, если параметризация проводится как по размеру доминирующего множества, так и по размеру наименьшего запрещённого полного двудольного подграфа. То есть задача является ФПР на графах без биклик, достаточно общего класса разреженных графов, в который входят планарные графы.

## Варианты
Гипотеза Визинга связывает число доминирования прямого произведения графов с числами доминирования его множителей.
Имеется множество статей о связном доминирующем множестве. Если S является связным доминирующим множеством, можно образовать остовное дерево графа G, в котором S образует множество нелистовых вершин дерева. Обратно, если T является остовным деревом графа с более чем двумя вершинами, нелистовые вершины T образуют связное доминирующее множество. Таким образом, поиск минимальных связных доминирующих множеств эквивалентен поиску остовных деревьев с максимальным возможным числом листьев.
Полное доминирующее множество — это множество вершин, таких, что все вершины графа (включая вершины самого доминирующего множества) имеют соседей в доминирующем множестве. Рисунок (c) выше показывает доминирующее множество, являющееся связным доминирующим множеством и полным доминирующим множеством одновременно. На рисунках (a) и (b) доминирующие множества не являются ни теми, ни другими.
k-кортежное доминирующее множество — это множество вершин, таких, что каждая вершина в графе имеет по меньшей мере k соседей в множестве. (1+log n)-аппроксимация минимального k-кортежного доминирующего множества может быть найден за полиномиальное время . Подобно этому, k-доминирующее множество — это множество вершин, такое, что каждая вершина, не принадлежащая множеству, имеет по меньшей мере k соседей в множестве. В то время как любой граф допускает k-доминирующее множество, только графы с минимальной степенью k-1 допускают k-кортежное доминирующее множество. Однако, даже если граф допускает k-кортежное доминирующее множество, минимальное k-кортежное доминирующее множество может быть почти в k раз больше минимального k-доминирующего множества для того же графа . (1.7+log Δ)-аппроксимация минимального k-доминирующего множества может быть найдена также в полиномиальное время.
Доматическое разложение — это разложение вершин на непересекающиеся доминирующие множества. Доматическое число — это максимальный размер доматического разложения.
Вечное доминирующее множество — это динамическая версия доминирования, в которой вершина v в доминирующем множестве D выбирается и заменяется соседней
u (u не из D) таким образом, что модифицированное множество D также является доминирующим и этот процесс может быть повторён для любой конечной последовательности выборов вершин v.